# Schloss Montbras

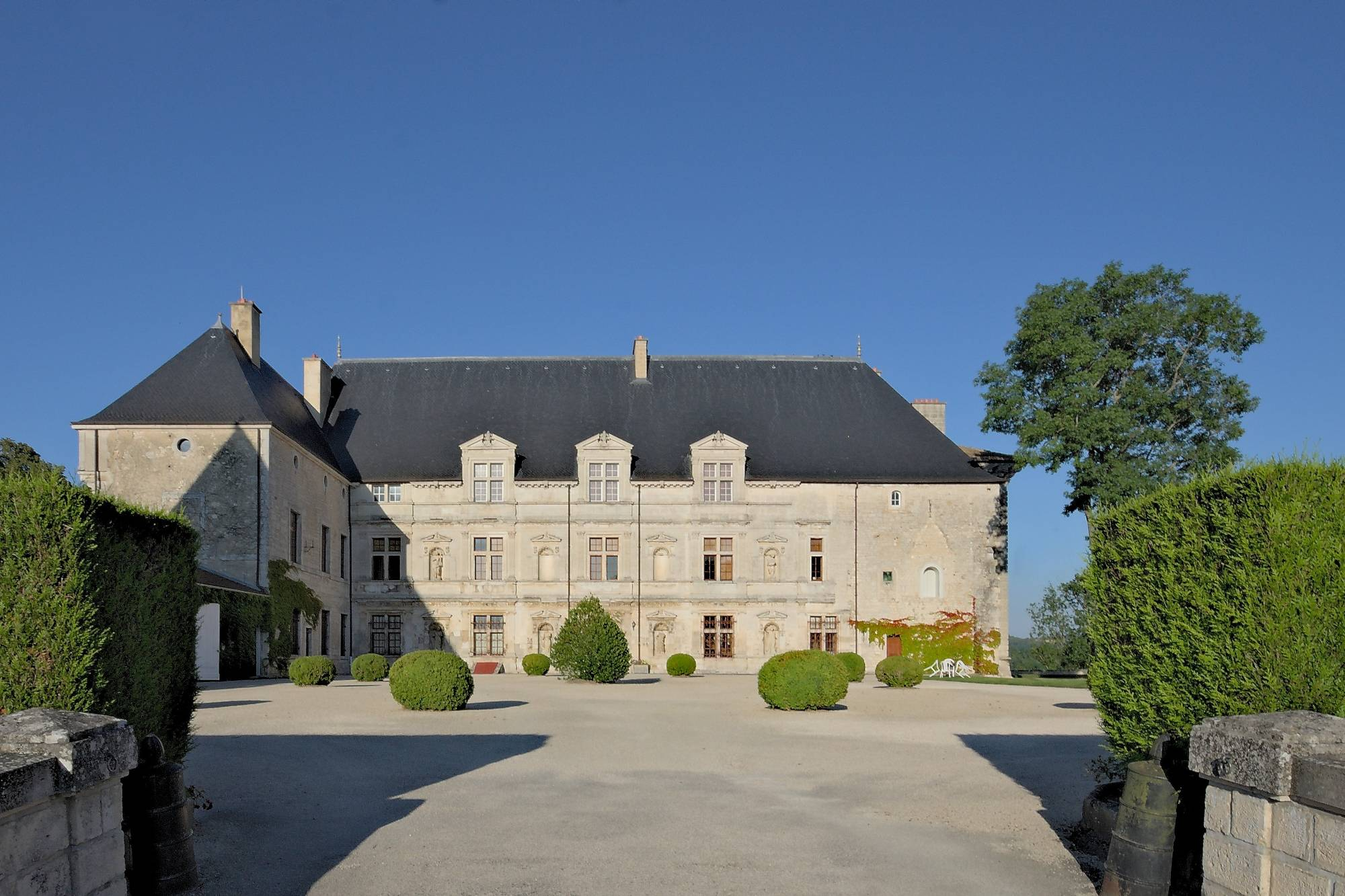
Schloss Montbras, Ansicht von Westen

Das Schloss Montbras (französisch Château de Montbras) ist ein französisches Schloss in der lothringischen Gemeinde Montbras. Die Anlage im Stil der Renaissance steht auf einem Felsplateau am linken Ufer der Maas. Von Claude de Verrières Ende des 16. Jahrhunderts begonnen, sind von der einst vierflügeligen Anlage heute nur noch eineinhalb Gebäudetrakte übrig. Diese stehen seit dem 28. Juni 1974 als klassifiziertes Monument historique unter Denkmalschutz.

## Geschichte
Ein 300 Meter vom heutigen Schloss entfernter Vorgängerbau wurde zu Beginn des 14. Jahrhunderts erstmals urkundlich erwähnt, als das feste Haus von Bras (französisch fors maison de Bras, später L’Isle-en-Bras genannt) Opfer eines Feuers wurde. Danach wieder aufgebaut, kam es am 24. August 1353 bei einer Erbteilung der Brüder Pierre, Jean und Henri de Bourlémont in den Besitz von Jean. Später wechselte das Anwesen in den Besitz der Familie de Vigneulles und verfiel zu einer Ruine. Louis de Vigneulles und seine Frau Nicole de Merlet verkauften diese am 11. August 1598 an Claude de Verrières. Das Geld dazu stammte aus der 60.000 Franc barrois umfassenden Mitgift, die dessen Frau Louise de Salles mit in die Ehe gebracht hatte. Schon kurz nach dem Kauf begann das Paar mit dem Bau des heutigen Schlosses als eine 57 × 60 Meter messende Vierflügelanlage mit bastionierten Ecktürmen. Der Architekt ist unbekannt, möglicherweise handelte es sich um einen der italienischen Baumeister am Hofe des lothringischen Herzogs Karl III., dessen Kammerherr Claude de Verrières’ Vater war. Die Bauarbeiten wurden 1611 durch Louise de Salles’ Tod vorübergehend unterbrochen, nach Claudes zweiter Heirat am 7. November 1611 mit Julia della Valle aber wieder aufgenommen. Nachdem Claude bei seinem Tod keine Kinder hinterließ, schenkte seine Witwe das Schloss Montbras am 28. März 1638 einer Großnichte ihres verstorbenen Mannes, Marie de Mery, als diese Jacques de Leviston heiratete.
Das Paar weilte aber nur selten in Montbras. Im September 1643 übertrug es seine Rechte am Schloss und an der Domäne an Simon de Sommyèvre, einem anderen Verwandten Claude de Verrières’. Dieser residierte aber nicht auf Montbras, und auch sein Sohn Jacques nutzte es nur gelegentlich. Zu einem nicht näher bestimmbaren Zeitpunkt brannte der Südflügel mit der Schlosskapelle ab. Die Brandruine wurde anschließend niedergelegt. Vielleicht waren die Beschädigungen durch die französischen Religionskriege im 17. Jahrhundert bedingt. Im Jahr 1720 standen nur noch der Ost- sowie der Westflügel und ein Teil des Nordflügels. Als Jacques’ Sohn Bernard de Sommyèvre († 1710) das Schloss bezog, war es bereits reparaturbedürftig, aber erst Bernards Sohn Gaspard (1677–1724) verwirklichte die nötigen Instandsetzungen. Die Familie Sommyèvre ließ während des 18. Jahrhunderts größere Veränderungen an der Anlage vornehmen: Der Westflügel verschwand noch vor dem Jahr 1754, und im Obergeschoss des Ostflügels wurden die großen Räume in kleinere Zimmer unterteilt. Dabei ließen die Schlossherren die Decken absenken und die Balkendecke durch Stuckdecken ersetzen. Mehrere der großen, hohen Kamine im Obergeschoss wurden zerstört und durch niedrigere Marmorkamine ersetzt. Die Französische Revolution hatte für das Schloss die gleichen Folgen wie für viele französische Adelssitze: Die Wappendarstellungen an den Außenfassaden wurden allesamt entfernt.

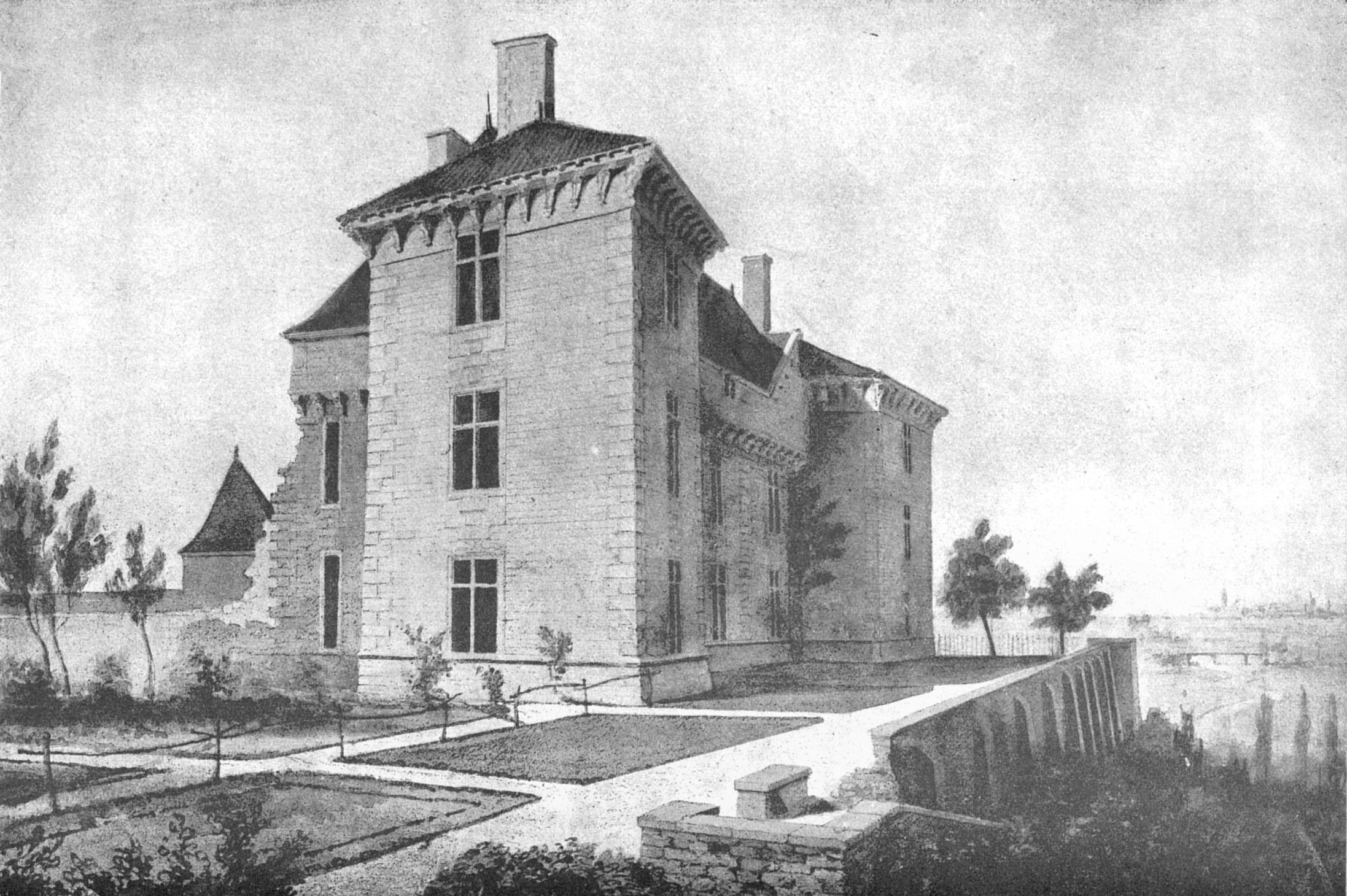
Schloss Montbras Mitte des 19. Jh., Aquarell des Architekten Châtelain

1837 verkaufte die Familie das Schloss. Der östlich des Haupthauses liegende Wirtschaftshof wurde in Stücken an die Bewohner des Dorfes, das sich aus der Vorburg des Schlosses entwickelt hatte, verkauft. Auch die zum Schloss gehörigen Ländereien wurden von den damaligen Dorfbewohnern erworben. Das Kernschloss kam in bäuerliche Hände und wurde landwirtschaftlich genutzt. Während dieser Zeit wurde Einiges des Fassadendekors und der Inneneinrichtung demontiert und im Schloss Bourlémont (Département Vosges) eingebaut. Das traf zum Beispiel auf diverse Konsolsteine des Wehrgangs und einen Kamin zu. Das einstige, herrschaftliche Logis diente als Scheune, als das heruntergekommene Gebäude 1876 von dem Grafen Francis de Chanteau erworben wurde. Er begann mit der Instandsetzung und Restaurierung der heruntergekommenen Anlage. Dazu gehörte unter anderem die Rekonstruktion der alten Decken im Obergeschoss des Wohnflügels und die Einrichtung einer neuen Kapelle. Bei den Arbeiten im Erdgeschoss wurden unter einer Schicht aus Stuck die heute international bekannten Metamorphosen-Malereien wiederentdeckt. Nach dem frühen Tod des Grafen setzte seine Witwe Cécile Marly die Restaurierungen bis zu ihrem Tod im Jahr 1918 fort. Das Schloss kam als Erbe an ihren Neffen Roger Bertin. Er veräußerte es 1958 an Raymond Raoulx und seine Frau. 1986 kaufte Claude Thomas das Anwesen und begann mit weiteren Restaurierungen, die bis heute andauern. Im erhaltenen Hauptwohnflügel sind nun luxuriöse Fremdenzimmer untergebracht.

## Beschreibung

### Architektur

Lageplan des Schlosses

Von dem ehemals vierflügeligen Schloss Montbras sind heute nur noch der östliche und etwa die Hälfte des nördlichen Flügels sowie die vier Ecktürme erhalten. Sie stehen auf einem nahezu quadratischen Schlossgrund, der früher an drei Seiten von in den Fels gehauenen Trockengräben umgeben war. An der vierten, östlichen Seite befindet sich heute noch eine Terrasse, die von einer zehn bis zwölf Meter hohen Mauer gestützt wird. Nördlich des Schlosses liegt die ehemalige Vorburg, die eine Hufeisenform besitzt. Zur Vorburg zählt auch ein mächtiger Rundturm, der früher als Taubenschlag diente. Die rundbogigen Eingänge der einstigen Ställe besitzen Schlusssteine in Form von Nutztieren.
Obwohl zur Zeit der Renaissance als Wohnschloss entstanden, wurde beim Bau nicht auf die architektonischen Elemente und Bauformen des feudalen Mittelalters verzichtet. Die wehrhaften Bauteile der Außenfassaden wie Maschikulis, Wehrgang und Pechnasen dienten jedoch von jeher nur noch optischen Zwecken. Als Baumaterial wurde weißer Kalkstein aus dem Steinbruch des benachbarten Taillancourt sowie aus Savonnières-devant-Bar verarbeitet. Zusätzlich kam Stein aus Chermisey zum Einsatz. Während der Savonnières-Stein vor allem für die skulptierten Partien des Schlosses verwendet wurde, fand der Chermisey-Stein im Sockelmauerwerk Verwendung.
Hauptwohnflügel (das Logis) war – entgegen den damals üblichen Gewohnheiten – nicht der Süd-, sondern der zweigeschossige Ostflügel mit geschiefertem Walmdach. Dessen Außenfassade ist von zwei dreigeschossigen Ecktürmen begrenzt und misst inklusive der Türme 60 Meter. Die Ecktürme besaßen früher ein Geschoss mehr als heute und waren damit höher als das Logis. Sie sind von flachen Zeltdächern abgeschlossen, welche die einstigen hohen Helme ersetzten. Das Hauptdekor dieser Seite sind löchrige Steine, die unter anderem als Eckquaderung zum Einsatz kamen. Die Außenmauer des auskragenden Wehrgangs ist mit Kartuschen verziert, die Reliefs mit Waffen und Rüstungsteilen zeigen. Der Gang wird von dreistufigen Konsolsteinen getragen, die reich skulptiert sind. Neben Pflanzenornamenten zeigen sie Maskarons, von dem keiner dem anderen gleicht. Die westliche zum Ehrenhof zeigende Fassade des Logis ist 30 Meter lang und besitzt eine reiche architektonische Dekoration. Sie ist durch kannelierte Pilaster vertikal gegliedert. Im Erdgeschoss sind diese ionisch, im Obergeschoss hingegen korinthisch. Sie flankieren große Kreuzstockfenster, zwischen denen statuenbesetzte Nischen liegen. Deren rundbogiger Abschluss ist mit Muschelformen ausgefüllt und von gesprengten Dreiecksgiebeln bekrönt. Die zwischen Muschel und Giebel angebrachten Namenstafeln aus schwarzem Marmor sind heute allerdings verschwunden. Sie zeigten früher an, dass es sich bei den Statuen im Erdgeschoss um Skulpturen von Göttinnen aus der antiken Mythologie handelt, während die Statuen in den Nischen des Obergeschosses religiöse Allegorien sind. Das Dachgeschoss ist mit drei rekonstruierten Lukarnen ausgestattet, die mit dorischen Pilastern besetzt sind. Friese mit Rankenornamenten scheiden die drei Geschosse. In der Mitte des Erdgeschosses liegt ein Rundbogenportal mit einer zweiflügeligen Holztür. Über dieser findet sich das Wappen der Familie de Chanteau, welches das in den Revolutionsjahren entfernte Wappen der Familie de Verrières ersetzt. Darüber grüßt die eingemeißelte Inschrift SALVE.
Das Kernschloss erreichte der Besucher früher von der Vorburg über eine Zugbrücke, die zu einem monumentalen Portalbau im Nordflügel führte. Von ihm ist durch den Teilabriss des Flügels nur noch eine Hälfte erhalten. Das fast sieben Meter hohe Portal war von einem Dreiecksgiebel bekrönt, dessen Giebelfeld Reliefs mit Waffen und Rüstungsstücken zeigte. Im Gegensatz zu der im 18. Jahrhundert vollständig veränderten Hofseite des Nordflügels ist dessen Außenfassade noch original. Dort findet sich auch die einzige aus der Errichtungszeit erhaltene Lukarne des Schlosses, die als Vorbild für die Rekonstruktionen des Ostflügels diente.

### Innenräume
Die im Obergeschoss gelegenen Räume waren alle über eine an der Hofseite liegende Galerie erreichbar. Da dieses Geschoss im 18. Jahrhundert stark verändert wurde, ist dort nichts mehr renaissancezeitlich, sondern die Täfelungen und Kamine sind dem Barock zuzuordnen. Anders verhält es sich mit den Zimmern im Erdgeschoss. Einer der Räume ist mit einem Tonnengewölbe ausgestattet, dessen Bemalung vom Anfang des 17. Jahrhunderts stammt und Motive aus der durch Jean de Tournes 1557 veröffentlichten illustrierten Ausgabe von Ovids Metamorphosen darstellt. Die Felder des Gewölbes sind durch breite Bänder voneinander getrennt. An deren Kreuzungspunkten sitzen Medaillons mit den Wappen Claude de Verrières’ und seiner Frau Louise de Salles’ sowie deren Monogramme (CC und ʎʎ). Der Claudes Kabinett (französisch cabinet de Claude) genannte Raum besitzt ebenfalls ein Tonnengewölbe, dessen 24 Felder skulptiert und farbig bemalt sind. Die vier zentralen Felder zeigen die Monogramme CC, ʎʎ, DCV und AV, von denen die letzten beiden bisher noch nicht entschlüsselt werden konnten. An den Kreuzungspunkten der begrenzenden Bänder sitzen Rosettenreliefs. In der Lünette finden sich zwei Wandmalereien aus der Entstehungszeit des Schlosses. Die eine von ihnen zeigt drei adelige Paare zwischen großen Vasen mit Blumen, während die gegenüberliegende den Tanz der Tupinambá darstellt. Letztere erinnert daran, dass 1613 sechs Angehörige dieses brasilianischen Volks nach Frankreich gebracht wurden, um dort in der katholischen Religion unterwiesen zu werden. In der benachbarten ehemaligen Sakristei finden sich an den Wänden Malereien aus Leimfarbe. In den Lünetten sind Engelsköpfe dargestellt. Sie wechseln sich mit Lorbeerkränzen ab, welche die Monogramme AM (Ave Maria) und IHS (Iesus Hominum Salvator) umgeben. Die Wände sind mit den Wappen der Familie Sommyèvre verziert.

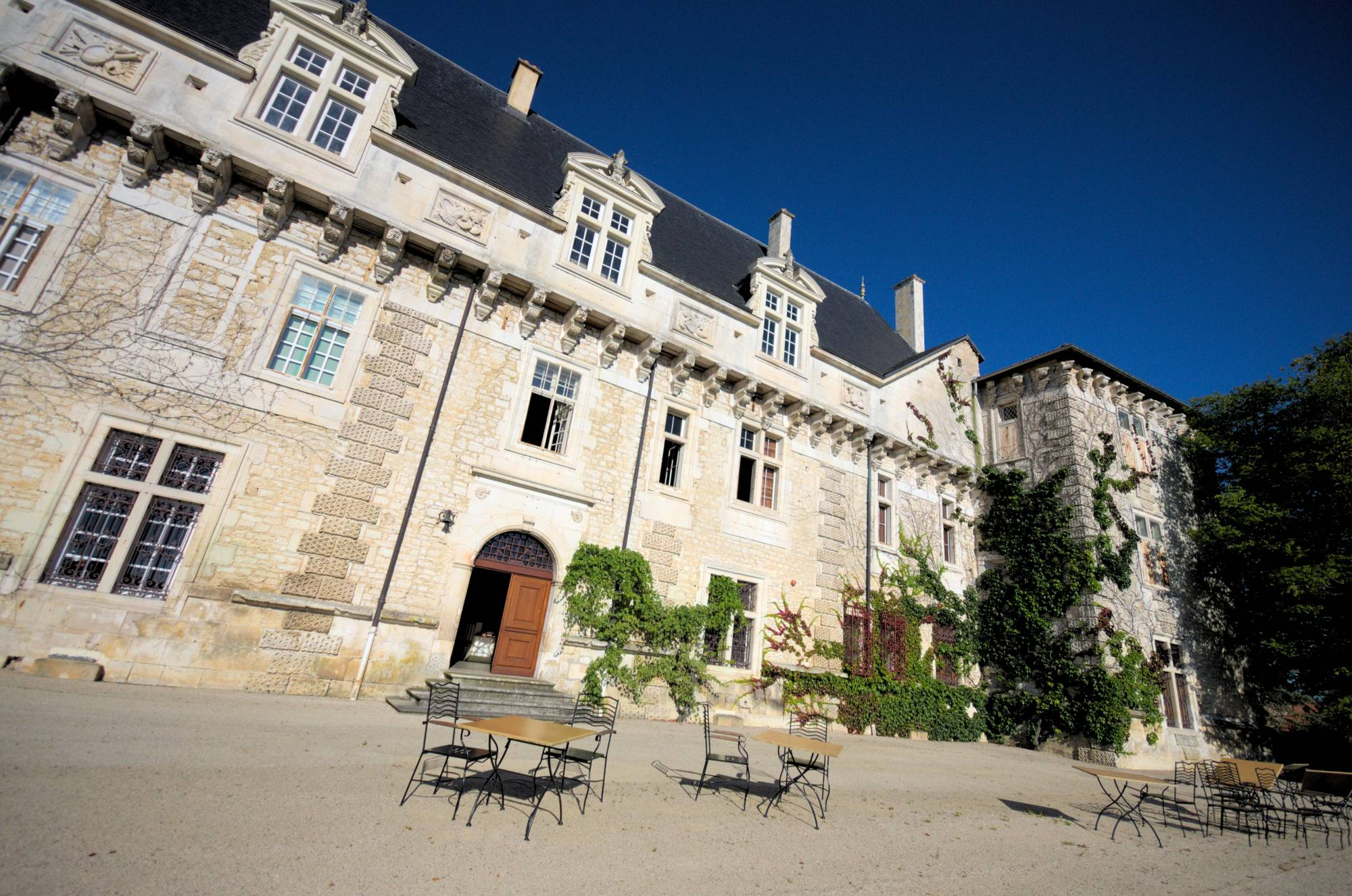
Außenfassade des Logis
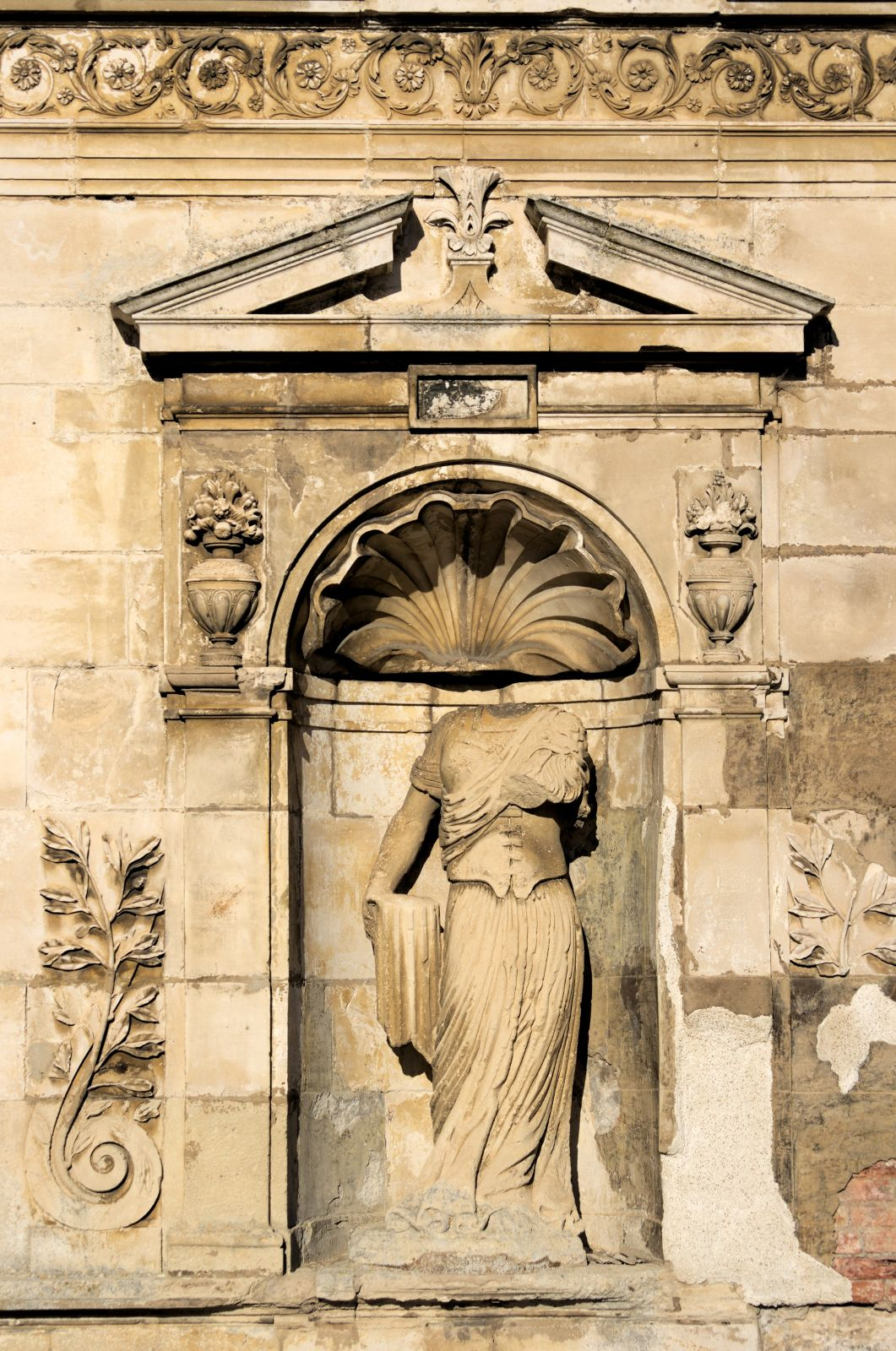
Statuennische an der Hoffassade des Logis
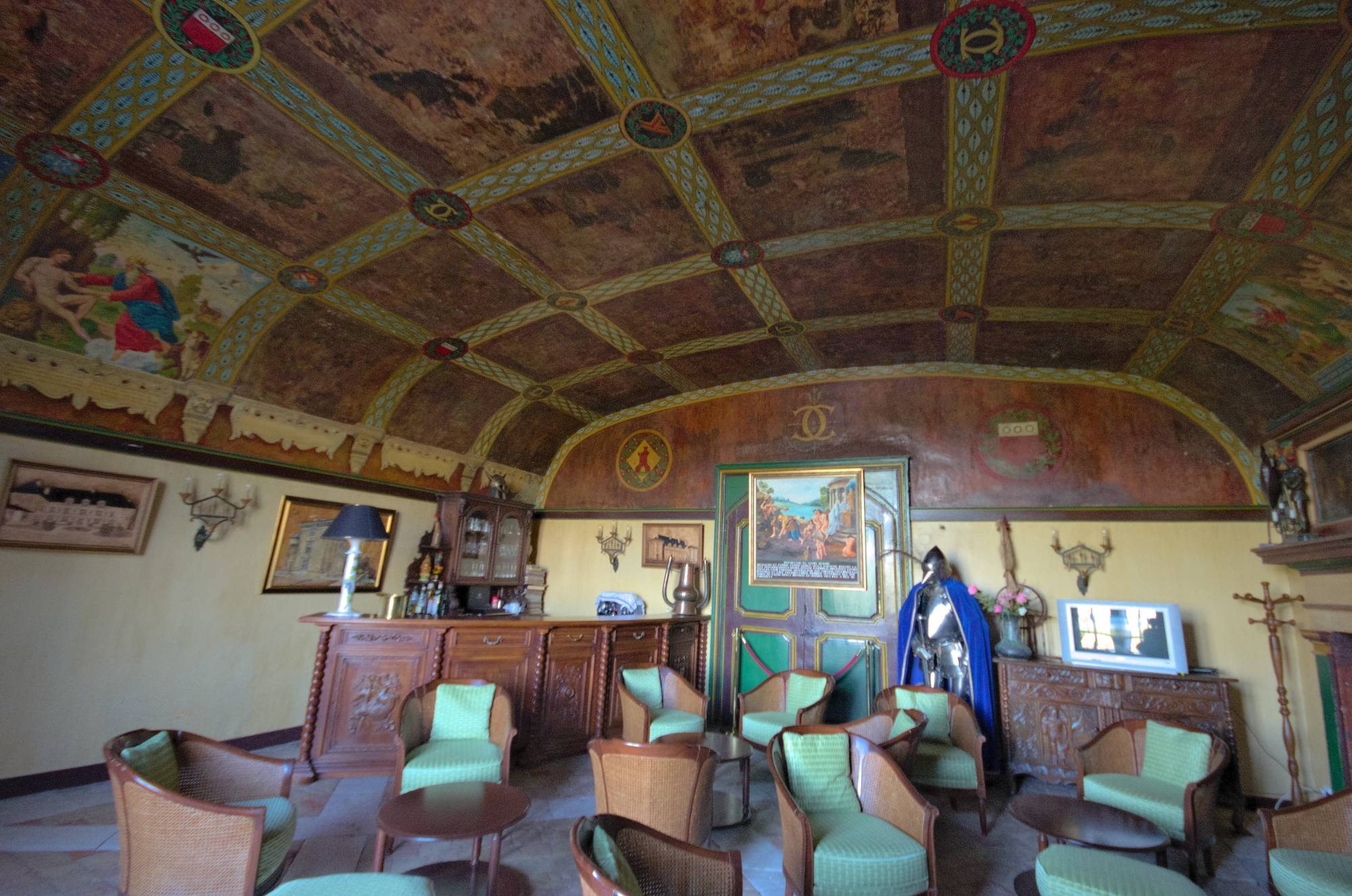
Tonnenüberwölbter Raum mit Darstellungen aus Ovids Metamorphosen
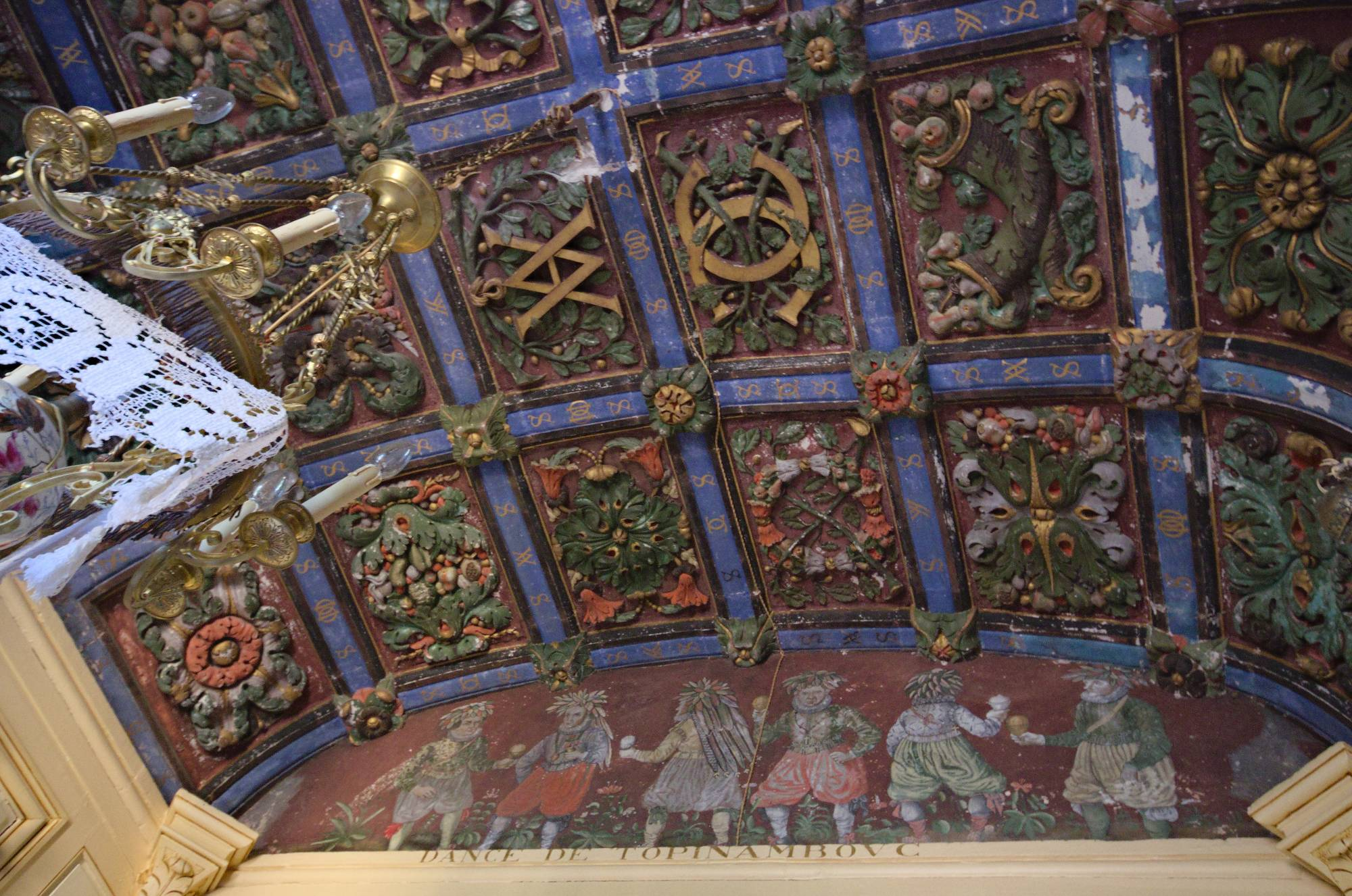
Gewölbedecke in Claudes Kabinett